# Špilja za Gromačkom vlakom
Špilja za Gromačkom vlakom este o arie protejată (sit de importanță comunitară — SCI) din Croația întinsă pe o suprafață de 0,78 ha, integral pe uscat.

## Localizare
Centrul sitului Špilja za Gromačkom vlakom este situat la coordonatele 42°44′37″N 18°01′39″E / 42.743492°N 18.027588°E.

## Înființare
Situl Špilja za Gromačkom vlakom a fost declarat sit de importanță comunitară în iulie 2013 pentru a proteja 2 specii de animale.

## Biodiversitate
Situată în ecoregiunea mediteraneană, aria protejată conține 1 habitat natural: Peșteri inaccesibile publicului.
La baza desemnării sitului se află mai multe specii protejate de  mamifere (2): liliacul mare cu potcoavă (Rhinolophus ferrumequinum), liliacul mic cu potcoavă (Rhinolophus hipposideros).